# Championnat du monde de hockey sur glace 1952
Navigation
France 1951 Suisse 1953
Le dix-neuvième championnat du monde de hockey sur glace et par la même occasion le trentième championnat d'Europe a eu lieu du 15 au 25 février à Oslo en Norvège dans le cadre des Jeux olympiques d'hiver de 1952.
Neuf équipes ont pris part à ce tournoi et un autre championnat B a eu lieu pour les nations ne participant pas au tournoi Olympique. C'est la première fois que l'Allemagne, à travers la république Fédérale d'Allemagne participe depuis la fin de la seconde Guerre mondiale.

## Championnat A

### Classement final
|        | Équipe          |
| ------ | --------------- |
| Or     | Canada          |
| Argent | États-Unis      |
| bronze | Suède           |
| 4      | Tchécoslovaquie |
| 5      | Suisse          |
| 6      | Pologne         |
| 7      | Finlande        |
| 8      | RF Allemagne    |
| 9      | Norvège         |

|        | Équipe          |
| ------ | --------------- |
| Or     | Suède           |
| Argent | Tchécoslovaquie |
| bronze | Suisse          |
| 4      | Pologne         |
| 5      | Finlande        |
| 6      | RF Allemagne    |
| 7      | Norvège         |

### Effectif vainqueur
| Place | Pays   | Joueurs |
| ----- | ------ | --- |
| 1     | Canada | George Abel, John Davies, Billie Dawe, Robert Dickson, Donald Gauf, William Gibson, Ralph Hansch, Robert Meyers, David Miller, Eric Paterson, Thomas Pollock, Allan Purvis, Gordon Robertson, Louis Secco, Francis Sullivan, Robert Watt |

## Championnat B
Le championnat B s’est déroulé à Liège en  Belgique et six équipes ont pris part à ce tournoi. Le tournoi est surnommé « Critérium Européen ».

### Résultats des matchs
| 15 mars - France 7-3 Pays-Bas 16 mars - Autriche 5-5 Pays-Bas - Belgique 1-3 Italie 17 mars - Belgique 5-1 Grande-Bretagne - Autriche 5-1 Italie | 18 mars - Grande-Bretagne 8- 1 Pays-Bas - Belgique 3-3 France 19 mars - Italie 5-3 Pays-Bas 20 mars - Grande-Bretagne 10-0 France - Belgique 7-10 Autriche | 21 mars - Italie 14-5 France - Grande-Bretagne 2-1 Autriche 22 mars - Autriche 11-4 France - Grande-Bretagne 7-3 Italie - Belgique 1-7 Pays-Bas |

### Classement du Critérium
| # | Équipe          | PJ | V | N | D | BP | BC | Diff | Pts |
| - | --------------- | -- | - | - | - | -- | -- | ---- | --- |
| 1 | Grande-Bretagne | 5  | 4 | 0 | 1 | 28 | 10 | +18  | 8   |
| 2 | Autriche        | 5  | 3 | 1 | 1 | 32 | 19 | +13  | 7   |
| 3 | Italie          | 5  | 3 | 0 | 2 | 26 | 21 | +5   | 6   |
| 4 | Pays-Bas        | 5  | 1 | 1 | 3 | 19 | 26 | -7   | 3   |
| 5 | Belgique        | 5  | 1 | 1 | 3 | 17 | 24 | -7   | 3   |
| 6 | France          | 5  | 1 | 1 | 3 | 19 | 41 | -22  | 3   |